# 10. rozdanie nagród Złotych Malin

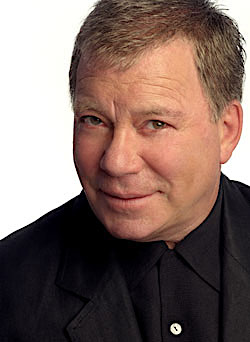

Złote Maliny przyznane za rok 1989
| Kategoria                        | Dla                                            | Za                                                                                    |
| -------------------------------- | ---------------------------------------------- | ------------------------------------------------------------------------------------- |
| Najgorszy film                   | Harve Bennett                                  | Star Trek V: Ostateczna granica                                                       |
| Najgorszy film                   | Jerry Weintraub                                | Karate Kid III                                                                        |
| Najgorszy film                   | Lawrence Gordon                                | Osadzony                                                                              |
| Najgorszy film                   | Joel Silver                                    | Wykidajło                                                                             |
| Najgorszy film                   | Murray Shostak                                 | Wyścig armatniej kuli 3                                                               |
| Najgorszy film dekady            | Frank Yablans                                  | Najdroższa mamusia                                                                    |
| Najgorszy film dekady            | Bo Derek                                       | Bolero                                                                                |
| Najgorszy film dekady            | Gloria Katz                                    | Kaczor Howard                                                                         |
| Najgorszy film dekady            | Robert R. Weston                               | Kobieta samotna                                                                       |
| Najgorszy film dekady            | Harve Bennett                                  | Star Trek V: Ostateczna granica                                                       |
| Najgorszy aktor                  | William Shatner                                | Star Trek V: Ostateczna granica                                                       |
| Najgorszy aktor                  | Ralph Macchio                                  | Karate Kid III                                                                        |
| Najgorszy aktor                  | Sylvester Stallone                             | Osadzony Tango i Cash                                                                 |
| Najgorszy aktor                  | Patrick Swayze                                 | Prawo krwi Wykidajło                                                                  |
| Najgorszy aktor                  | Tony Danza                                     | Szalona małolata                                                                      |
| Najgorszy aktor dekady           | Sylvester Stallone                             | Cobra Osadzony Więcej niż wszystko Rambo II Rambo III Kryształ górski Tango i Cash    |
| Najgorszy aktor dekady           | Christopher Atkins                             | Błękitna laguna A Night in Heaven Film o piratach Wysłuchaj mnie                      |
| Najgorszy aktor dekady           | Ryan O’Neal                                    | Gorączka hazardu Partnerzy Jak świetnie Twardziele nie tańczą                         |
| Najgorszy aktor dekady           | Prince                                         | Zakazana miłość                                                                       |
| Najgorszy aktor dekady           | John Travolta                                  | Eksperci Być doskonałym Pozostać żywym W swoim rodzaju                                |
| Najgorsza aktorka                | Heather Locklear                               | Powrót potwora z bagien                                                               |
| Najgorsza aktorka                | Brigitte Nielsen                               | Bye Bye Baby                                                                          |
| Najgorsza aktorka                | Ally Sheedy                                    | Serce Dixie                                                                           |
| Najgorsza aktorka                | Paulina Porizkova                              | Jej alibi                                                                             |
| Najgorsza aktorka                | Jane Fonda                                     | Stary gringo                                                                          |
| Najgorsza aktorka dekady         | Bo Derek                                       | Bolero Tarzan, władca małp                                                            |
| Najgorsza aktorka dekady         | Faye Dunaway                                   | Pierwszy śmiertelny grzech Najdroższa mamusia Supergirl The Wicked Lady               |
| Najgorsza aktorka dekady         | Madonna                                        | Niespodzianka z Szanghaju Kim jest ta dziewczyna?                                     |
| Najgorsza aktorka dekady         | Brooke Shields                                 | Błękitna laguna Niekończąca się miłość Sahara Wyścig armatniej kuli 3                 |
| Najgorsza aktorka dekady         | Pia Zadora                                     | Kobieta samotna Motylek                                                               |
| Najgorszy aktor drugoplanowy     | Christopher Atkins                             | Wysłuchaj mnie                                                                        |
| Najgorszy aktor drugoplanowy     | Pat Morita                                     | Karate Kid III                                                                        |
| Najgorszy aktor drugoplanowy     | Donald Sutherland                              | Osadzony                                                                              |
| Najgorszy aktor drugoplanowy     | Ben Gazzara                                    | Wykidajło                                                                             |
| Najgorszy aktor drugoplanowy     | DeForest Kelley                                | Star Trek V: Ostateczna granica                                                       |
| Najgorsza aktorka drugoplanowa   | Brooke Shields                                 | Wyścig armatniej kuli 3                                                               |
| Najgorsza aktorka drugoplanowa   | Anne Bancroft                                  | Ten idiota Bert Rigby                                                                 |
| Najgorsza aktorka drugoplanowa   | Madonna                                        | Ogary Broadwayu                                                                       |
| Najgorsza aktorka drugoplanowa   | Angelyne                                       | Ziemskie dziewczyny są ładne                                                          |
| Najgorsza aktorka drugoplanowa   | Kurt Russell                                   | Tango i Cash                                                                          |
| Najgorsza reżyseria              | William Shatner                                | Star Trek V: Ostateczna granica                                                       |
| Najgorsza reżyseria              | Eddie Murphy                                   | Noce Harlemu                                                                          |
| Najgorsza reżyseria              | John G. Avildsen                               | Karate Kid III                                                                        |
| Najgorsza reżyseria              | Rowdy Herrington                               | Wykidajło                                                                             |
| Najgorsza reżyseria              | Jim Drake                                      | Wyścig armatniej kuli 3                                                               |
| Najgorszy scenariusz             | Eddie Murphy                                   | Noce Harlemu                                                                          |
| Najgorszy scenariusz             | Robert Mark Kamen                              | Karate Kid III                                                                        |
| Najgorszy scenariusz             | David Lee Henry, Hilary Henkin                 | Wykidajło                                                                             |
| Najgorszy scenariusz             | David Loughery, William Shatner, Harve Bennett | Star Trek V: Ostateczna granica                                                       |
| Najgorszy scenariusz             | Randy Feldman                                  | Tango i Cash                                                                          |
| Najgorszy debiut aktorski dekady | Pia Zadora                                     | Kobieta samotna Motylek                                                               |
| Najgorszy debiut aktorski dekady | Christopher Atkins                             | Błękitna laguna A Night in Heaven Film o piratach Wysłuchaj mnie                      |
| Najgorszy debiut aktorski dekady | Madonna                                        | Niespodzianka z Szanghaju Kim jest ta dziewczyna?                                     |
| Najgorszy debiut aktorski dekady | Prince                                         | Zakazana miłość                                                                       |
| Najgorszy debiut aktorski dekady | Diana Scarwid                                  | Ikochana mamusia Psychoza III Dziwni najeźdźcy                                        |
| Najgorsza piosenka               | Bruce Dickinson                                | „Bring Your Daughter to The Slaughter” z filmu Koszmar z ulicy Wiązów V: Dziecko snów |
| Najgorsza piosenka               | Mohandas Deweese                               | „Let's Go!” z filmu Koszmar z ulicy Wiązów V: Dziecko snów                            |
| Najgorsza piosenka               | Dee Dee Ramone, Daniel Rey                     | „(I Don't Wanna Be Buried in A) Pet Sematary” z filmu Smętarz dla zwierzaków          |